# 多齿悬钩子
多齿悬钩子（学名：Rubus polyodontus）是蔷薇科悬钩子属的植物，是中国的特有植物。分布于中国大陆的云南等地，生长于海拔2,300米至3,200米的地区，一般生长在竹林中和林缘，目前尚未由人工引种栽培。